# 彭縉
彭縉（1459年—？），字文卿，湖廣襄陽府襄陽縣人，匠籍，明朝政治人物。

## 生平
湖廣鄉試第二十七名舉人。弘治六年（1493年）中式癸丑科會試第二百三十六名，三甲第十五名進士。官禮部主事。

## 家族
曾祖彭仁；祖父彭英，贈大理寺評事；父彭銓，大理寺右寺正。母李氏（封孺人）。慈侍下。